# Onciale 0255
- Papyrus
- Onciale
- Minuscules
- Lectionnaire

Le Codex 0255 (dans la numérotation Gregory-Aland), est un manuscrit du Nouveau Testament sur parchemin écrit en écriture grecque onciale.

## Description
Le codex se compose de deux folios. Il est écrit en une colonne par page, de 24 lignes par colonne. Les dimensions du manuscrit sont 15 x 10 cm,. Les paléographes datent ce manuscrit du IXe siècle.
C'est un manuscrit contenant le texte de l'Évangile selon Matthieu (26,2-9; 27,9-16).
Le texte du codex représenté est de type byzantin. Kurt Aland le classe en Catégorie V.
Lieu de conservation
Il est conservé à la Qubbat al-Khazna à Damas,.